# 丹村站
丹村站（：／ Danchon yeok */?）是位于韩国庆尚北道義城郡丹村面的一个铁路车站，它属于中央线。

## 历史
- 1940年3月1日 - 落成使用。[1]
- 2020年11月12日 - 廢止。

## 相鄰車站
韓國鐵道公社
中央線
雲山－丹村－業洞信號場